# Oklukova Gora
Oklukova Gora je naselje u Općini Brežice u istočnoj Sloveniji.  Oklukova Gora se nalazi u pokrajini Štajerskoj i statističkoj regiji Donjoposavskoj. 

## Stanovništvo
Prema popisu stanovništva iz 2002. godine Oklukova Gora je imala 62 stanovnika.

## Vanjske poveznice
- Satelitska snimka naselja  Arhivirana inačica izvorne stranice od 29. srpnja 2017. (Wayback Machine)